# Suchodoły (obwód miński)
Suchodoły (biał. Сухадолы, Suchadoły; ros. Суходолы, Suchodoły) – wieś na Białorusi, w obwodzie mińskim, w rejonie dzierżyńskim, w sielsowiecie Dobryniewo, w pobliżu węzła dróg magistralnych M1 i M14.

## Historia
W XIX i w początkach XX w. zaścianek położony w Rosji, w guberni mińskiej, w powiecie mińskim, w gminie Samochwałowicze. Wchodziły w skład hrabstwa kojdanowskiego Radziwiłłów. W 1849 nabyte przez szlachtę zagrodową. W 1890 zamieszkiwała tu szlachta  o nazwiskach: Bazarewski, Wysocki, Łęski i Borowik.
Po I wojnie światowej pod administracją polską, w Zarządzie Cywilnym Ziem Wschodnich, w okręgu mińskim, w powiecie mińskim, w gminie Samochwałowicze.
W wyniku postanowień traktatu ryskiego znalazły się w granicach Związku Sowieckiego. W latach 1932–1937 w Polskim Rejonie Narodowym im. Feliksa Dzierżyńskiego. Od 1991 w niepodległej Białorusi.